# Cap Heirisson
Pour les articles homonymes, voir Heirisson.
Le cap Heirisson est un cap australien qui constitue l'un des points les plus septentrionaux d'une vaste péninsule fermant le sud-ouest de la baie Shark, golfe de l'océan Indien sur la côte ouest de l'Australie-Occidentale. Appelé Cape Heirisson en anglais, il a été formellement découvert par l'expédition vers les Terres Australes du Français Nicolas Baudin au début du mois d'août 1801.

## Situation
Le cap Heirisson se situe par 26°01'00" de latitude sud et par 113°21'46" de longitude est, ce qui le place à la pointe nord d'une petite péninsule de la côte ouest de l'Australie-Occidentale que l'on nomme Heirisson Prong. Cette dernière est attachée au littoral oriental d'une autre langue de terre beaucoup plus vaste qui ferme le sud-ouest du golfe de l'océan Indien appelé baie Shark et qui relève du comté de la baie Shark, une zone d'administration locale appartenant elle-même à la région de Gascoyne.
De fait, cette grande péninsule appelé péninsule Carrarang est hérissée de plusieurs autres plus petites baignées par les eaux du golfe. Le cap Heirisson est situé au bout de celle qui s'avance le plus vers le nord après Bellefin Prong, qui se termine par le cap Bellefin. Avec ce dernier, situé presque plein ouest, et donc sur un parallèle à peine plus septentrional, le cap Heirisson est ainsi à l'entrée d'une anse qui s'enfonce vers le sud. Celle-ci a été appelée Havre Inutile par Louis Claude de Saulces de Freycinet, membre de l'expédition Baudin partie du Havre, en France, le 19 octobre 1800.
De l'autre côté de la péninsule qui l'accueille, le cap Heirisson est situé face à la côte ouest de la presqu'île Péron, dont il est séparé par l'entrée d'une autre anse profonde que le même homme a nommé Havre Henri Freycinet en l'honneur de son frère.

## Histoire

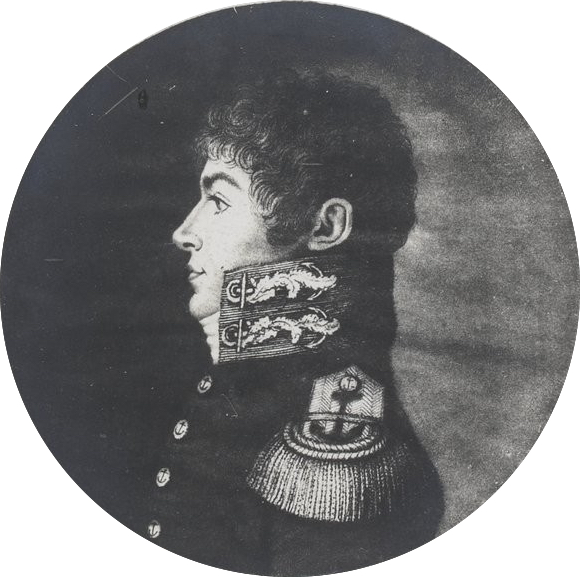
Portrait de Louis Claude de Saulces de Freycinet, enseigne de vaisseau français qui a nommé le cap Heirisson.

Si la baie Shark a été identifiée par les Hollandais dès le XVIIe siècle, il faut attendre le début du XIXe pour qu'elle soit précisément cartographiée et ses points remarquables désignés par un toponyme : les navires de l'expédition Baudin n'arrivent dans la région qu'au milieu de l'année 1801, et seul le Naturaliste procède alors à une reconnaissance aboutie de l'intérieur du golfe, où se trouve donc le cap Heirisson.
D'après le chapitre X du Voyage de découvertes aux terres australes publié par François Péron en 1807, ce cap a été découvert et nommé par l'enseigne de vaisseau et auteur dudit chapitre Louis Claude de Saulces de Freycinet pendant une excursion de plusieurs jours qu'il fit à bord d'une petite embarcation partie du navire commandé par Jacques Félix Emmanuel Hamelin le 2 août 1801. Il le découvre le 8 août puis passe devant lui pour entrer dans le Havre Inutile par l'est.
Il lui attribue le nom de cap Heirisson en l'honneur de l'un de ses « camarades » : François Heirisson, lui aussi enseigne de vaisseau et également installé sur le Naturaliste à l'époque. Le 10 août, sa reconnaissance du Havre Inutile terminée, il file ensuite vers le sud après être revenu à un point où il se trouvait le 7.